# Marco Lukka
Marco Lukka (ur. 4 grudnia 1996 w Parnawie) – estoński piłkarz występujący na pozycji środkowego lub lewego obrońcy w estońskim klubie Flora Tallinn oraz reprezentacji Estonii.

## Kariera klubowa
Lukka jest wychowankiem Vaprus Pärnu. W swojej karierze występował w Vaprusie Vändra, Kerho 07, Pärnu Linnameeskond, Florze Tallinn, Kalevie Tallin oraz FC Kuressaare.

## Kariera reprezentacyjna
W latach 2017–2019 reprezentował Estonię w reprezentacjach młodzieżowych U-21 oraz U-23.
5 września 2021 został powołany przez selekcjonera Thomasa Häberliego na mecz towarzyski z Irlandią Północną, który Lukka rozegrał w całości i zakończył się porażką Estonii 0:1.

## Statystyki kariery
| Klub                       | Sezon              | Liga               | Liga  | Liga   | Puchar kraju | Puchar kraju | Kontynentalne | Kontynentalne | Suma  | Suma   |
| Klub                       | Sezon              | Poziom             | Mecze | Bramki | Mecze        | Bramki       | Mecze         | Bramki        | Mecze | Bramki |
| -------------------------- | ------------------ | ------------------ | ----- | ------ | ------------ | ------------ | ------------- | ------------- | ----- | ------ |
| Vaprus Vändra              | 2013               | Esiliiga           | 30    | 2      | 1            | 0            | –             | –             | 30    | 2      |
| Vaprus Vändra              | 2014               | Esiliiga           | 33    | 7      | 2            | 0            | –             | –             | 33    | 7      |
| Vaprus Vändra              | 2015               | Esiliiga           | 13    | 0      | 0            | 0            | –             | –             | 13    | 0      |
| Vaprus Vändra              | Łącznie            | Łącznie            | 83    | 9      | 3            | 0            | 0             | 0             | 86    | 9      |
| Vaprus II Vändra           | 2013               | IV liiga           | 8     | 3      | 0            | 0            | –             | –             | 8     | 3      |
| Vaprus II Vändra           | 2014               | IV liiga           | 5     | 0      | 0            | 0            | –             | –             | 5     | 0      |
| Vaprus II Vändra           | 2015               | IV liiga           | 3     | 0      | 0            | 0            | –             | –             | 3     | 0      |
| Vaprus II Vändra           | Łącznie            | Łącznie            | 16    | 3      | 0            | 0            | 0             | 0             | 16    | 3      |
| Kerho 07                   | 2015               | Kakkonen           | 4     | 0      | –            | –            | –             | –             | 4     | 0      |
| Pärnu Linnameeskond (wyp.) | 2016               | Meistriliiga       | 33    | 0      | 1            | 0            | –             | –             | 34    | 0      |
| Flora Tallinn              | 2017               | Meistriliiga       | 12    | 0      | 2            | 0            | 0             | 0             | 14    | 0      |
| Flora Tallinn              | 2018               | Meistriliiga       | 0     | 0      | 3            | 0            | 0             | 0             | 3     | 0      |
| Flora Tallinn              | 2019               | Meistriliiga       | 4     | 0      | 1            | 0            | 0             | 0             | 5     | 0      |
| Flora Tallinn              | Łącznie            | Łącznie            | 16    | 0      | 6            | 0            | 0             | 0             | 22    | 0      |
| Flora Tallinn U21          | 2017               | Esiliiga           | 10    | 0      | –            | –            | –             | –             | 10    | 0      |
| Flora Tallinn U21          | 2018               | Esiliiga           | 10    | 1      | –            | –            | –             | –             | 10    | 1      |
| Flora Tallinn U21          | 2019               | Esiliiga           | 15    | 0      | –            | –            | –             | –             | 15    | 0      |
| Flora Tallinn U21          | Łącznie            | Łącznie            | 35    | 1      | 0            | 0            | 0             | 0             | 35    | 1      |
| Kalev Tallinn (wyp.)       | 2018               | Meistriliiga       | 12    | 0      | 1            | 0            | –             | –             | 13    | 0      |
| FC Kuressaare              | 2020               | Meistriliiga       | 15    | 0      | 1            | 0            | –             | –             | 16    | 0      |
| Flora Tallinn (wyp.)       | 2020               | Meistriliiga       | 10    | 0      | 0            | 0            | 3             | 0             | 13    | 0      |
| Flora Tallinn              | 2021               | Meistriliiga       | 21    | 0      | 3            | 0            | 12            | 0             | 36    | 0      |
| Łącznie w karierze         | Łącznie w karierze | Łącznie w karierze | 246   | 13     | 15           | 0            | 15            | 0             | 276   | 13     |

## Sukcesy

### Klubowe
Flora Tallinn
- Mistrzostwo Estonii: 2017, 2019, 2020
- Wicemistrzostwo Estonii: 2021
- Zdobywca Pucharu Estonii: 2019/2020